# Кобет, Карел Габриель
Карел Габриель Кобет (нидерл. Carel-Gabriel Cobet; 1813, Париж — 1890, Лейден) — нидерландский филолог. Иностранный член-корреспондент Императорской Санкт-Петербургской Академии наук. Профессор Лейденского университета.
В числе его известных учеников — Питер Хельберт Дамсте.

## Труды
- Observationes criticae in Platonio Comici reliquias (1840)
- Oratio de arte interpetandi grammatices et critices (1847)

## Комментарии
1. ↑  В старых источниках, включая ЭСБЕ, транскрипция фамилии — Кобе.